# Ernst Buske
Ernst Buske (* 25. Oktober 1894 in Bad Polzin; † 27. Februar 1930 in Wesermünde (heute: Bremerhaven)) war ein deutscher Jurist und Geschäftsführer verschiedener Bauernverbände. Innerhalb der Jugendbewegung zählte er zu den wichtigsten Persönlichkeiten des späten Wandervogels und der Bündischen Jugend. Bis zu seinem frühen Tod war Buske Bundesführer der Deutschen Freischar.

## Leben
Buske trat 1912 in die Dramburger Ortsgruppe des Alt-Wandervogels ein. Nach dem Abitur im Jahr 1914 studierte er in Berlin Jura und promovierte 1922 über „Die Erläuterung der Begriffe Volk, Nation und Staat“. Seinen Lebensunterhalt verdiente er anschließend als Rechtsberater und Syndikus des Reichslandbundes in Nordwestdeutschland.
Seit 1917 engagierte sich Buske in der aus dem Verein abstinenter Studenten hervorgegangenen „Akademischen Gemeinschaft Skuld“, deren Gildenmeister er bis ins Jahr 1919 war. Vom Wehr- und Kriegsdienst im Ersten Weltkrieg wurde er aufgrund seiner körperlichen Behinderung (Einarmigkeit) befreit.
Bereits 1919 war Buske zum Bundesführer des Alt-Wandervogels gewählt worden; er strukturierte den Bund mit radikalen Reformen um und setzte sich unter anderem für eine Trennung des Bundes in einen Jungen- und einen Mädchenbund ein. Zudem mussten unter seiner Führung alle Mitglieder über 20 Jahren, die nicht mehr in einer Ortsgruppe aktiv waren, den Bund verlassen. Auf der Bundeswoche im Frühjahr 1920 wurden diese Reformen mit großer Mehrheit angenommen, woraufhin viele Ortsgruppen und alle Mädchengruppen den Bund verließen und sich vor allem dem Wandervogel e. V. anschlossen. 1921 trat auch der Gau Rheinland unter Führung von Robert Oelbermann aus dem Alt-Wandervogel aus und gründete den Nerother Wandervogel. An der Mitgliederzahl gemessen schrumpfte der Alt-Wandervogel sehr stark, jedoch festigte dies die verbliebenen Gruppen.
1923 gab Buske das Amt des Bundesführers an Georg Götsch ab, blieb aber weiterhin in der Bundesführung aktiv. Anfang August 1923 beschlossen der Alt-Wandervogel, der „Wandervogel-Wehrbund“, der „Wandervogel-Jungenbund“ und der „Schlesische Wandervogel – Jungenbund“ den Zusammenschluss zu einem gemeinsamen Bund unter dem Namen „Wandervogel, deutsche Jungenschaft“. Die erste Bundesleitung bestand aus Hans Dehmel und Georg Weber. Als Dehmel 1924 sein Amt niederlegte, übernahm Buske diesen Posten unter der Bedingung, den Namen des Bundes in „Alt-Wandervogel, deutsche Jungenschaft“ zu ändern.
Unter Buskes Leitung führte der „Alt-Wandervogel, deutsche Jungenschaft“ intensive Gespräche mit verschiedenen Jugendbünden über die Bildung eines gemeinsamen „Hochbundes“. 1926 schloss sich der Alt-Wandervogel mit dem Großdeutschen Pfadfinderbund  zum Bund der Wandervögel und Pfadfinder zusammen. Der neue Bund nahm wieder Mädchen auf, Bundesführer wurde Hans Dehmel. Ein Jahr später änderte der Bund seinen Namen in Deutsche Freischar, nachdem sich ihm weitere Gruppierungen angeschlossen hatten. Nach Dehmels erneutem Rücktritt im April 1928 wurde Buske zum Bundesführer der Deutschen Freischar gewählt. Dieses Amt hatte er bis zu seinem plötzlichen Tode am 27. Februar 1930 inne. Gestorben in Wesermünde, wurde er in seinem Geburtsort Polzin beerdigt. Geprägt wurde Buskes letzte Amtszeit durch seine Bemühungen um die innere Einigung der Deutschen Freischar und die Auseinandersetzungen mit Eberhard Koebel, die letztlich zur Abspaltung der dj.1.11 führten. Der Kontrahent Koebel, bekannter noch unter seinem Fahrtennamen „tusk“, würdigte den Bundesführer Buske in einem Nachruf:

„Ernst Buskes Entscheidung war geachtet und gefürchtet. Er versprach nichts, verordnete wenig, aber er führte alles durch. Er hatte die Entscheidungsart und Haltung eines erprobten Soldaten. Wenn so ein Führer stirbt, ohne selbst vorher an diese Möglichkeit gedacht zu haben, hinterläßt er ein steuerloses Schiff.“

## Publikationen
- Über den Begriff der Nation: Mit einem Anhang über Nationalität und Nationalitätsprinzip. Diss. jur. Breslau, Remmler, Geestemünde 1922
- mit  Karl Brandt: Die deutsche Agrarkrisis und ihre Überwindung. Verlag des Landbundes, Geestemünde 1924